# Rusudan Rukhadze
Rusudan Rukhadze (en georgiano რუსუდან რუხაძე; Gori, 1973) es una escritora georgiana.

## Biografía
Rusudan Rukhadze se graduó del Departamento de Historia de la Universidad Estatal de Tiflis. En 2008 completó su maestría en gestión de medios y periodismo en el Instituto Georgiano de Asuntos Públicos (GIPA). Ha trabajado para diversas publicaciones periódicas desde 1996.

## Obra
Publicó su primer relato, La mañana antes de Navidad, en Literaturuli Gazeti en 2013. Su segundo libro, Uno de vosotros me traiciona (ერთ-ერთი თქვენგანი გამცემს) fue galardonado con el premio literario SABA en 2017 en la categoría de mejor colección de prosa. Consta de diez historias en  las que el amor por la vida acerca a los personajes entre sí. Uno de sus relatos está incluido en The Book of Tbilisi: A City in Short Fiction, publicación que reúne diez historias cortas escritas sobre la capital georgiana.